# Publi Curci
Publi Curci (en llatí: Publius Curtius) va ser un cavaller romà del segle i aC. Formava part de la gens Cúrcia, una antiga gens romana d'origen patrici. Era germà de Quint Salàs.
Publi Curci va ser decapitat a Hispània per ordre de Gneu Pompeu el jove, en presència de tot l'exèrcit, acusat de formar una aliança amb els ibers contra Pompeu, a qui s'havia previst capturar quan entrés en una ciutat a la qual havia d'anar a demanar provisions, i després entregar-lo a Juli Cèsar.